# 易安迪JT42CWR型柴油机车
易安迪JT42CWR型柴油机车（英語：EMD JT42CWR）是易安迪生产的一款柴电动力柴油机车型号。它是在20世纪90年代由当时仍为通用汽车子公司的易安迪专为英国铁路运营商EWS（现德铁辛克铁路英国）所开发，以作为JT26CW-SS型机车（英国铁路59型）的继任机型。首批250台机车在加拿大生产，并根据英国的编号方案被定型为66型。当制造商开始向其它国家推广这款机车时，则使用易安迪66系列机车的名称。与此同时，共有651台同款机车在欧洲范围内运营。

## 技术
机车具有一台功率为2,420千瓦（3,245匹马力）的EMD710型柴油发动机和最高达129.6吨的整备重量分布于六轴之中。EM AR8/CA6型三相发电机负责向6台直流集电牵引电动机供电，轮轴则使用軸懸式驅動方式。两副三轴转向架具有自动转向的径向铰接轴端，其中中间轮对可以进行侧向移动，能有效减少车轮表面及轮缘的磨损，并可提高附着力及降低轨道负荷。机车按英国较窄的净空限界所设计，但交付至欧洲大陆的机车则搭载了一些额外的扩展设备，它们无法在英国境内使用。
尽管机车凭借其高可靠性而被各铁路运营商广泛采用，但这一机型并没有获得普遍的成功：无论在英国或是在欧洲大陆的运营中，其驾驶舒适性问题一直饱受诟病。特别是噪音（包括驾驶室的鸣笛噪音）、车身抖动和在炎热气候条件下的驾驶室温度过高都導致了严重的批评。其中，未与主框架分离的发动机噪音形成了驾驶室的主要背景噪音源，尽管这可带来行车安全层面上的影响（提高预警信号的可听度等），但它对火车司机的听力损伤也造成潜在的风险。易安迪籍由加装吸音材料而在2008年成功通过了TSI噪声合格审定标准。而英国的一些机车也开始加装了冷气设备和经过改进的座椅进行测试。

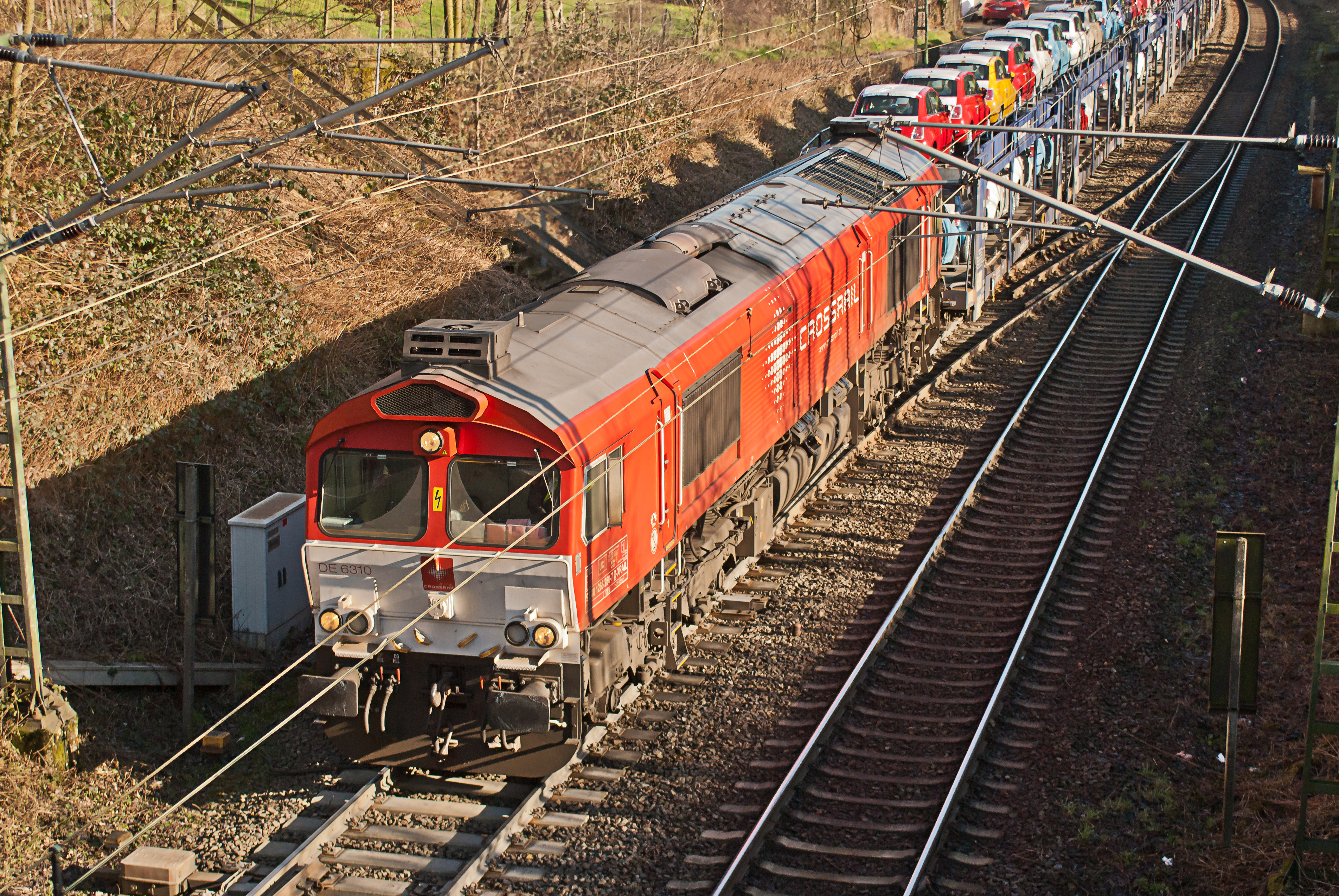
JT42CWRM型机车在一侧有三扇车门

自2005年起，机车还提供一款经过修订的版本，它被标识为JT42CWRM型（在英国也被称为66/9型）。而由Dispolok所持有的这一类型机车全被漆成黑色涂装，并在外观上进行了一些细节修改。其中最显著的特点的是在单侧增加了第三扇车门和一个两段式的驾驶室侧窗。得益于欧洲尾气排放标准自2009年起开始严格落实，机车也力求通过改善隔音设备，以减少在驾驶室中极高的噪音。由于这些额外部件的安装需求，这使得机车的重量提高了将近5吨，而燃料箱容量则被缩小至1,400公升。也基于这个原因，机械室内不设通道，这需要一扇额外的车门。火车司机一般都在机车的左侧驾驶。
此外在英国还运营有一款亚型66/6型，其传动齿轮比经过修改，可以通过降低最高速度以获得更大的牵引力。
2008年，易安迪宣布计划开发一款新的变体，名为“66EU型”。它是专为欧洲大陆的运营而设计，将不需要符合英国严格的净空限界，而是按UIC 505-1号限界范围开发。为满足欧洲境内的安全体系，机车还支持欧洲铁路交通管理系统，并配备电阻制动，而原本的驾驶舒适性问题也将得到解决。然而在2011年，该计划证实被取消。

## 运用
JT42CWR（M）型机车主要用于重载货运服务。由于它不设有用于客运列车供暖的电力加热装置和发动机预热装置，使得机车可以在低温状态下甚至停顿状态下不间断运行，或者借助一个自动起动装置，使得发动机可以在燃料（燃油或冷却水）低于一定温度的情况下自行启动。
66系列机车的运用范围几乎遍及整个欧洲的货运列车，它们主要由私营铁路运营商持有，例如德国的科隆港口及货物运输公司。这款机车已经获得了可在英国、荷兰、比利时、卢森堡、德国、丹麦、瑞典、挪威、波兰、法国和罗马尼亚等地运行得适航许可证。此外，它们也正寻求获得在捷克和斯洛伐克境内运行的适航证。
挪威铁路运营商CargoNet最初是为这些机车定型为Di9型。但在2003年1月交付后，它们又被归类为CD66型，并在北部国家铁路中的特隆赫姆以及前往斯特倫的货运列车中使用。
埃及国家铁路在2007年订购了40台66系列机车。它们在2009年交付使用，并以2124至2163的编号在埃及担当客运及货运服务。

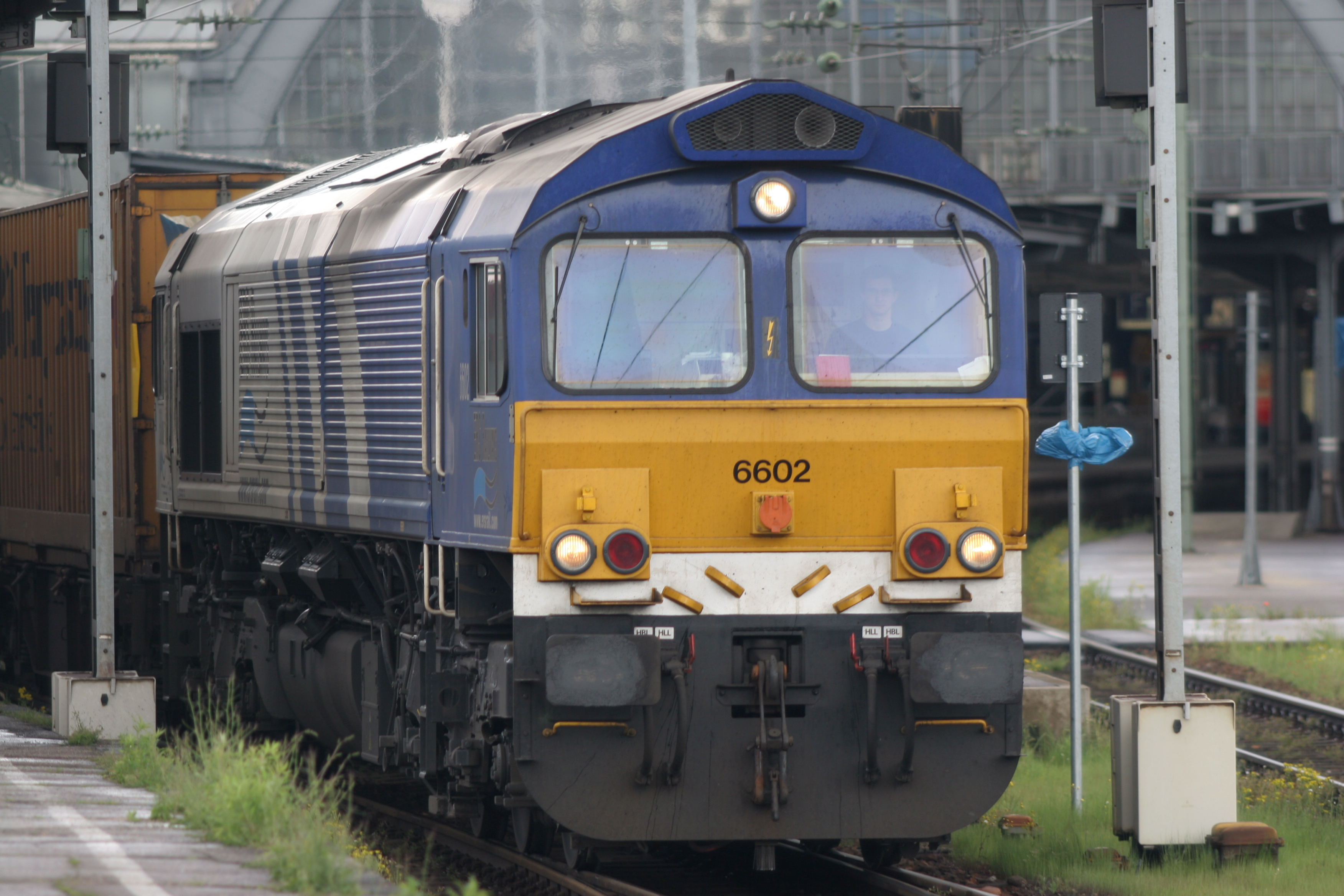
欧洲铁路穿梭（英语：ERS Railways）的6602号机车于卡尔斯鲁厄
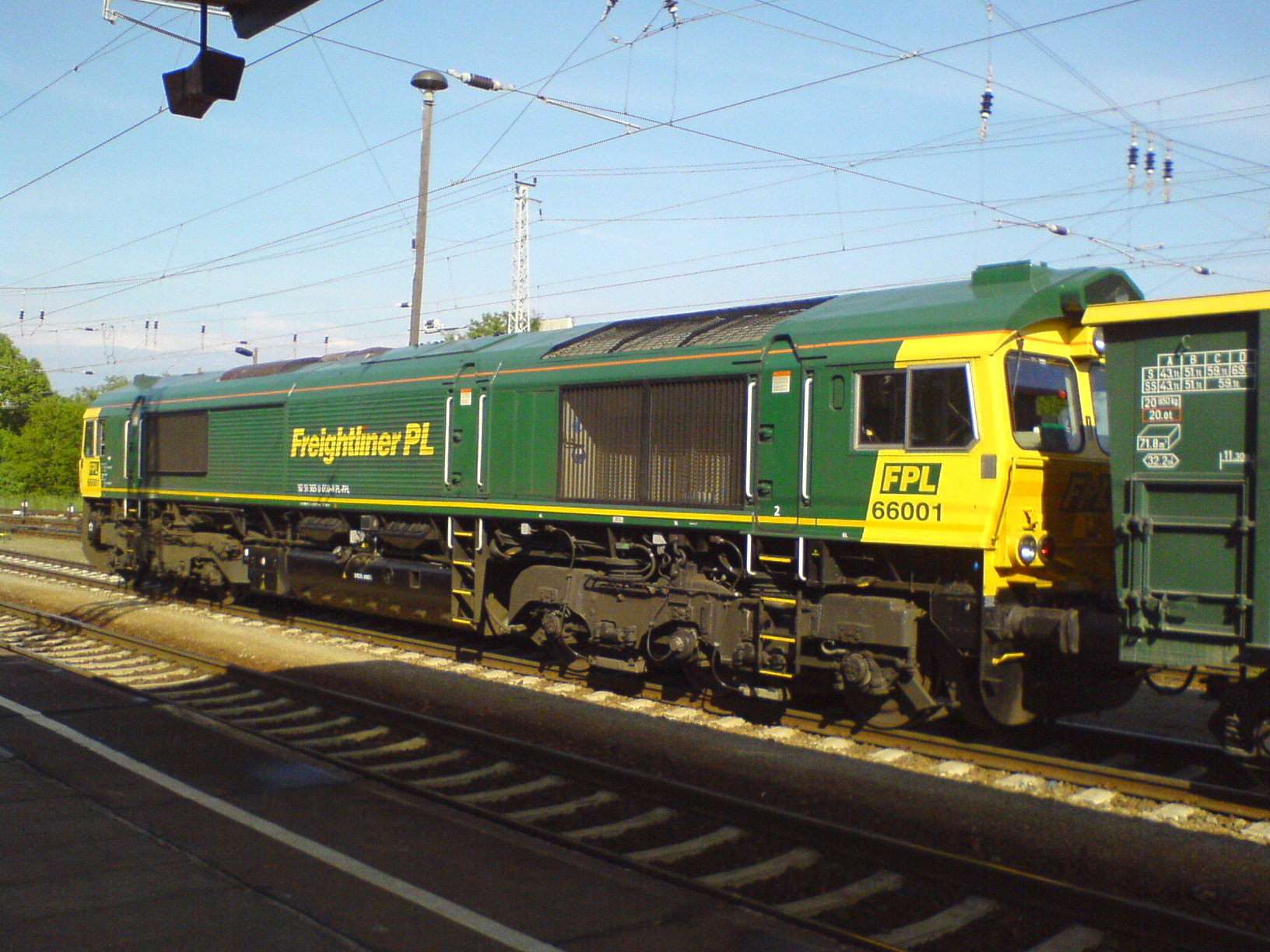
货运线波兰（英语：Freightliner PL）的66001号机车于鲁兰
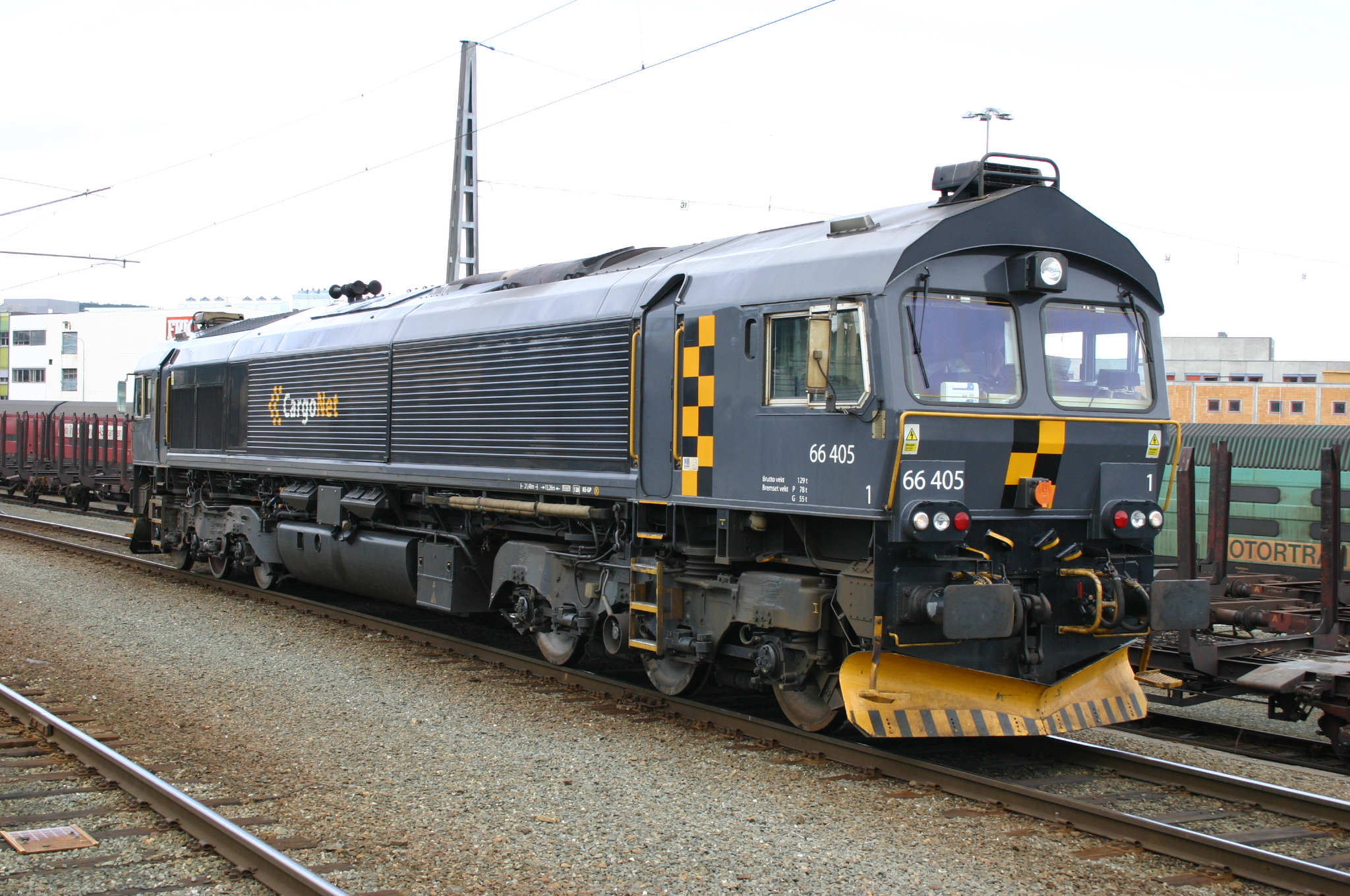
CargoNet（德语：CargoNet）的DE 66型机车于特隆赫姆
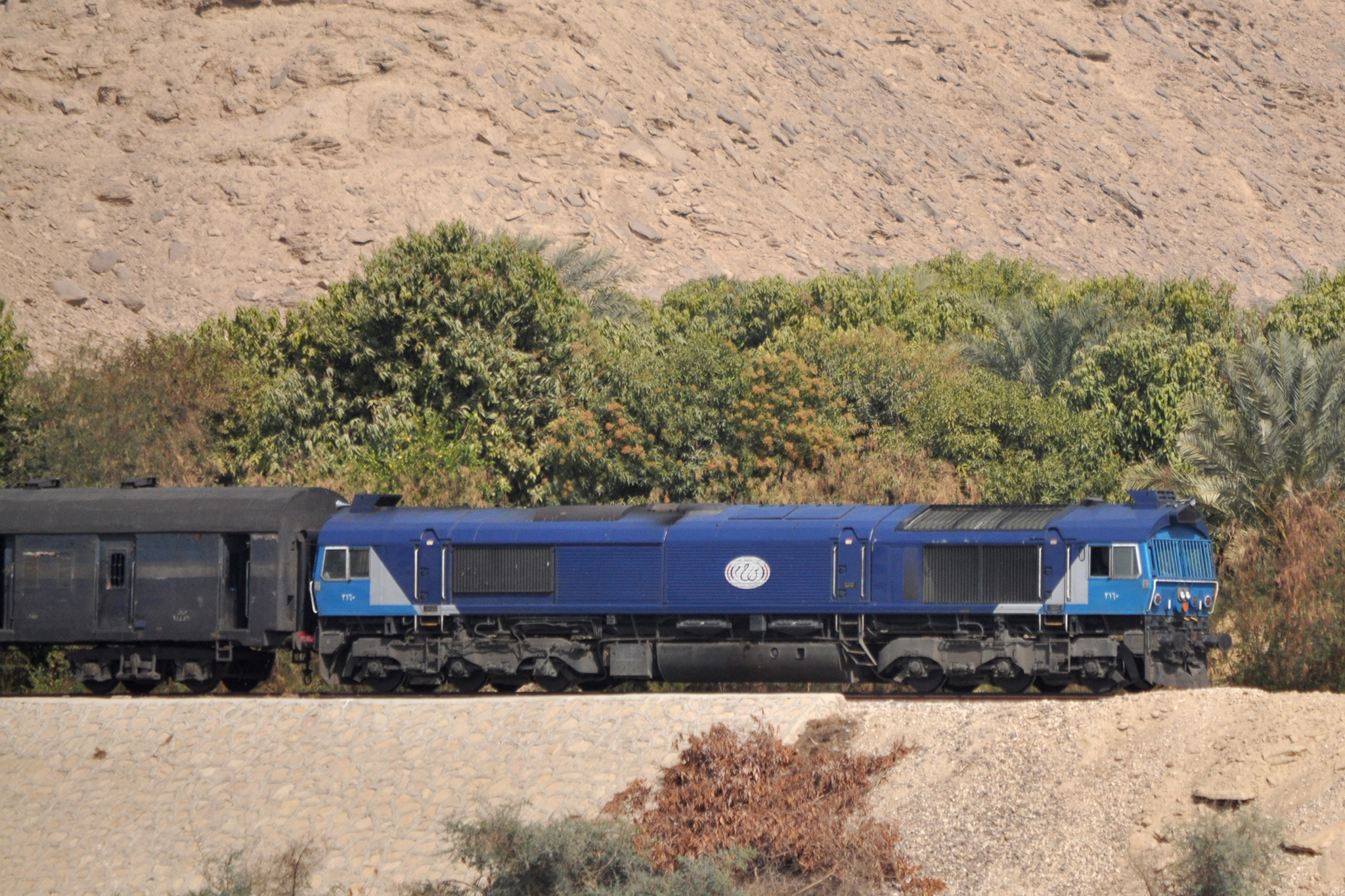
埃及国家铁路的2160号机车于阿斯旺
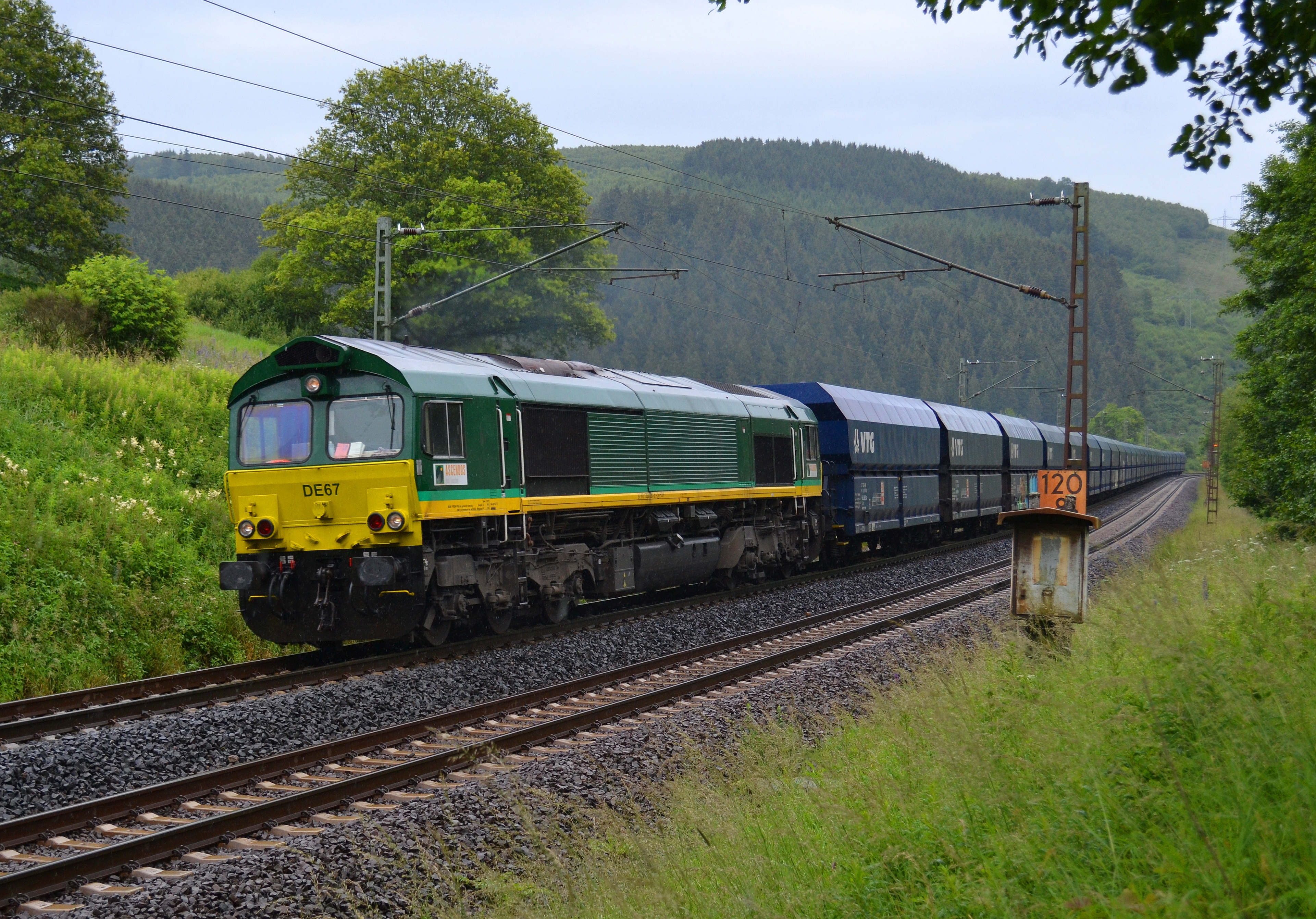
科隆港口及货物运输（德语：Häfen und Güterverkehr Köln）的DE 67号机车于黑森州

### 77型

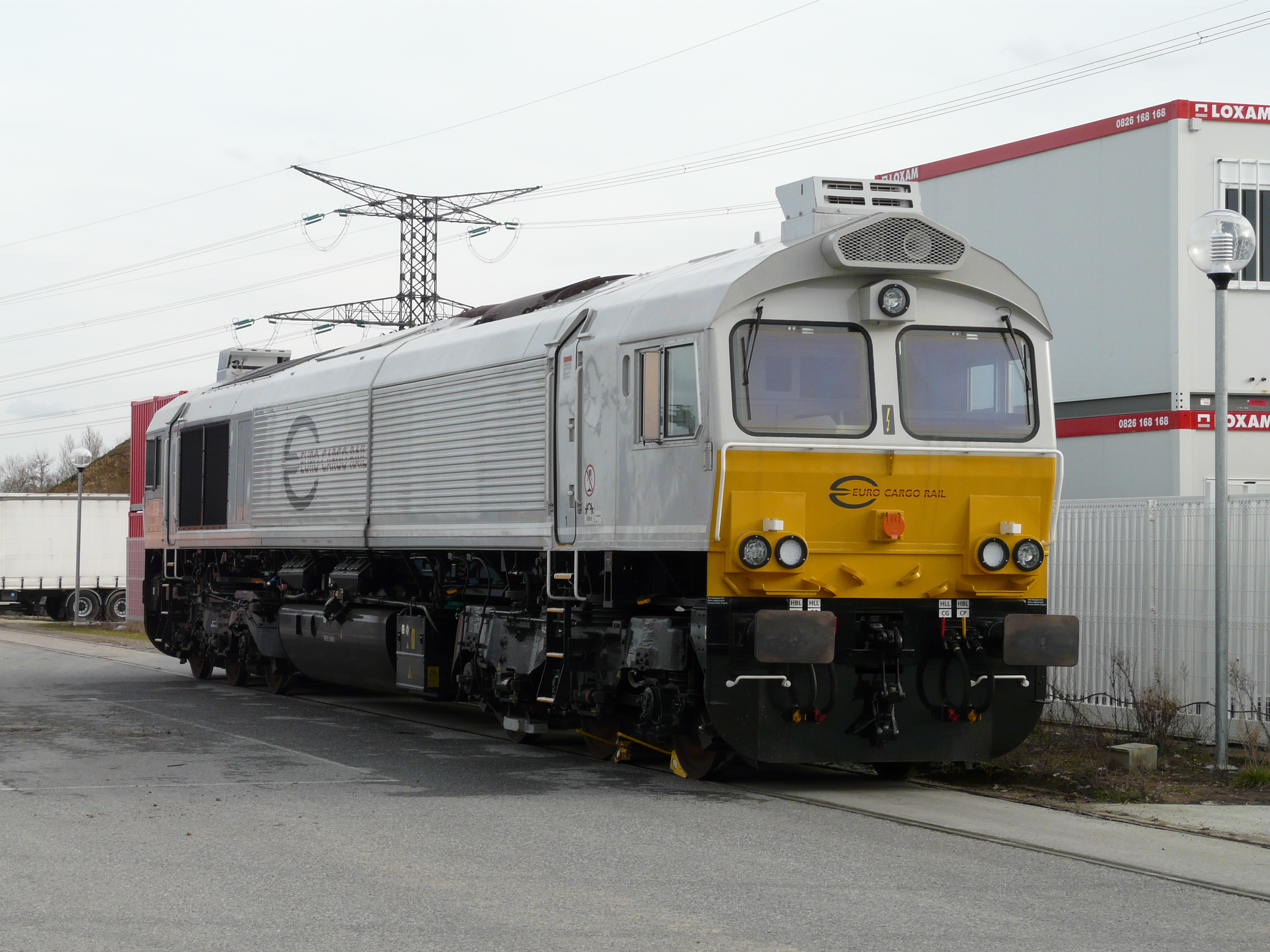
欧洲货运铁路的一台新造77型机车

由于欧盟自2009年1月起实施了新的尾气排放标准，因此66系列机车在欧盟范围内不再具备适航资格。易安迪为此提供了一款名为JT42CWRM的低排放版本。在几乎相同的性能配置中，附加设备占用了近5吨的重量，其重量是通过减少燃料箱容积来抵销。这款低噪音和低污染的机型拥有更大的风扇百叶窗，并由于侧通道的部分删节而获得额外的第五扇车门。
这款变体在英国被定型为66/9型，在欧洲大陆则通常被称作77型。在法国运营的车辆使用77000型的标识，但它不应与英国铁路77型机车混淆。比利时则同样以77型作为标识。
德国铁路在法国的子公司欧洲货运铁路有60台这一型号的机车，它们在法国使用的注册编号为92 87 0077型。其中的31台机车自2010年10月起被调拨至德国境内使用，并在2011年由德铁辛克铁路定为247型（247 xxx-x）。ECR则将这些机车标识为77型。
| 持有者 | 运营商                                                                | 运营地点                       | 运营型号  | 数量 | 备注                                                                                     |
| --- | --------------------------------------------------------------------- | ------------------------------ | --------- | ---- | ---------------------------------------------------------------------------------------- |
| 安格尔列车（250） 比肯铁路（15） 哈里发资产金融 (33) 汇丰铁路英国（85） 波特布洛克 (60) 劳埃德TSB银行 (4) | 科拉斯铁路 德铁辛克铁路英国 迪雷克铁路服务 快线 GB铁路货运 货运线集团 | 英国                           | 66型      | 450+ | 60台德铁辛克铁路英国的机车被租赁至子公司欧洲货运铁路。 5台货运线集团的机车被出口至波兰。 |
| 安格尔列车                                                                                                | 欧洲货运铁路（）                                                      | 法国                           | 66型 77型 | 120  | 前60台机车租赁自德铁辛克铁路英国 后60台机车自2009年起被定型为77型                        |
| 安格尔列车                                                                                                | 货运线波兰 (FPL)                                                      | 波兰                           | 66型      | 7    | 部分来自母公司货运线集团                                                                 |
| CB铁路 原波特布洛克                                                                                       | Rail4Chem                                                             | 比荷卢（比利时、荷兰及卢森堡） |           | 26   |                                                                                          |
| CB铁路 原波特布洛克                                                                                       | 重型牵引动力国际（）                                                  | 德国                           |           | 26   |                                                                                          |
| CB铁路 原波特布洛克                                                                                       | 迪伦及勒热恩货运铁路（）                                              | 比利时                         |           | 26   |                                                                                          |
| CB铁路 原波特布洛克                                                                                       | 科隆港口及货物运输（）                                                | 德国                           | 266型     | 26   |                                                                                          |
| CB铁路 原波特布洛克                                                                                       | 欧洲铁路穿梭（）                                                      | 荷兰                           |           | 26   |                                                                                          |
| CB铁路 原波特布洛克                                                                                       | 德铁辛克铁路荷兰                                                      | 荷兰                           |           | 26   |                                                                                          |
| 德国租赁公司                                                                                              | Rail4Chem                                                             | 比荷卢                         |           | 1    |                                                                                          |
| 埃及国家铁路                                                                                              | 埃及国家铁路                                                          | 埃及                           | 2120      | 40   | 首个非欧洲用户，用于客运。                                                               |
| 通用汽车/欧宝租赁                                                                                         | 科隆港口及货物运输（）                                                | 德国                           | 266型     | 2    |                                                                                          |
| 通用/通用承兑租赁                                                                                         | 重型牵引动力国际（）                                                  | 德国                           |           | 1    |                                                                                          |
| 艾维斯霍特铁路集团                                                                                        | TGOJ运输                                                              | 瑞典                           | T66 713   | 1    | 租赁至宜家铁路公司，自2012年7月起至罗斯铁路                                              |
| 艾维斯霍特铁路集团                                                                                        | CFL货运丹麦                                                           | 丹麦                           | T66K 714  | 1    |                                                                                          |
| 艾维斯霍特铁路集团                                                                                        | CargoNet                                                              | 挪威                           | CD66      | 6    |                                                                                          |
| 艾维斯霍特铁路集团                                                                                        | 科隆港口及货物运输（）                                                | 德国                           | 266型     | 5    |                                                                                          |
| 欧洲铁路穿梭（）                                                                                          | 欧洲铁路穿梭（）                                                      | 荷兰                           |           | 5    |                                                                                          |
| KBC租赁集团                                                                                               | 迪伦及勒热恩货运铁路（）                                              | 比利时                         |           | 4    |                                                                                          |
| 欧洲三井物产铁路资本                                                                                      | 迪伦及勒热恩货运铁路（）                                              | 比利时                         |           | ~5   |                                                                                          |
| 欧洲三井物产铁路资本                                                                                      | 欧洲铁路穿梭（）                                                      | 荷兰                           |           | ~6   |                                                                                          |
| 欧洲三井物产铁路资本                                                                                      | 科隆港口及货物运输（）                                                | 德国                           | 266型     | ~2   |                                                                                          |
| 欧洲三井物产铁路资本                                                                                      | 阿夫泽特货柜运输系统（ACTS）                                              | 荷兰                           |           | 1    |                                                                                          |
| 欧洲三井物产铁路资本                                                                                      | 多特蒙德铁路                                                          | 德国                           |           | 1    |                                                                                          |
| 欧洲三井物产铁路资本                                                                                      | 威立雅运输                                                            | 荷兰及法国                     |           | 1    |                                                                                          |
| 欧洲三井物产铁路资本                                                                                      | Trainsport AG                                                         | 比利时                         |           | 1    |                                                                                          |
| 欧洲三井物产铁路资本                                                                                      | Rail4Chem                                                             | 德国                           |           | 1    |                                                                                          |
| 欧洲三井物产铁路资本                                                                                      | NedTrain                                                              |                                |           | 1    |                                                                                          |
| 加蓬铁路                                                                                                  | 加蓬铁路                                                              | 加蓬                           |           | 2    | 2011年7月付运。                                                                          |